# السترمو
السترمو (به سوئدی: Alstermo) یک سکونتگاه مسکونی در سوئد است که در Uppvidinge Municipality واقع شده‌است.

## خصوصیات
السترمو ۱٫۵۶ کیلومترمربع مساحت و ۸۲۹ نفر جمعیت دارد.